# Ansamblul Vasile Cotovu
Ansamblul Vasile Cotovu este un ansamblu de monumente istorice aflat pe teritoriul orașului Hârșova.
Ansamblul este format din următoarele monumente:
- Fosta școală (cod LMI CT-II-m-B-02889.01)
- Locuința directorului (cod LMI CT-II-m-B-02889.02)

În prezent, clădirile se află într-un amplu proces de renovare, în urma căruia Școala Veche va deveni Muzeul Regional Carsium Hârșova. Proiectul se numește „O uniune transfrontalieră în umbra istoriei”, și este realizat cu fonduri europene.În acest proiect sunt implicate mai multe instituții din România și din Bulgaria: Primăria Hârșova,  Muzeul de Istorie Națională și Arheologie (MINA) Constanța, Municipalitatea Krushary și Muzeul Regional de Istorie Dobrich din Bulgaria 